# Campeonato Mundial de Ciclismo en Pista Adaptado
El Campeonato Mundial de Ciclismo en Pista Adaptado es la máxima competición internacional de ciclismo en pista para deportistas con discapacidad. Se efectúa desde 1994 y es organizado por la Unión Ciclista Internacional (UCI).
Hasta 2007 el Mundial estuvo organizado por el Comité Paralímpico Internacional.

## Ediciones
| Núm  | Año  | Sede                      | País           |
| ---- | ---- | ------------------------- | -------------- |
| I    | 1994 | Hasselt                   | Bélgica        |
| II   | 1998 | Colorado Springs          | Estados Unidos |
| III  | 2002 | Augsburgo                 | Alemania       |
| IV   | 2006 | Aigle                     | Suiza          |
| V    | 2007 | Burdeos                   | Francia        |
| VI   | 2009 | Mánchester                | Reino Unido    |
| VII  | 2011 | Montichiari               | Italia         |
| VIII | 2012 | Carson                    | Estados Unidos |
| IX   | 2014 | Aguascalientes            | México         |
| X    | 2015 | Apeldoorn                 | Países Bajos   |
| XI   | 2016 | Montichiari               | Italia         |
| XII  | 2017 | Los Ángeles               | Estados Unidos |
| XIII | 2018 | Río de Janeiro            | Brasil         |
| XIV  | 2019 | Apeldoorn                 | Países Bajos   |
| XV   | 2020 | Milton                    | Canadá         |
| XVI  | 2022 | Saint-Quentin-en-Yvelines | Francia        |